# Hautmougey
Hautmougey est une ancienne commune française située dans le département des Vosges, en région Grand Est.
Le 1er janvier 2017, elle fusionne avec Harsault et Bains-les-Bains pour former la commune nouvelle de La Vôge-les-Bains. Elle devient commune déléguée.

## Géographie

### Localisation
Hautmougey domine la rive droite de Côney au nord-ouest de Bains-les-Bains. Le canal de l'Est sépare également la commune de son chef-lieu de canton.

### Hydrographie et les eaux souterraines
Cours d'eau sur la commune ou à son aval :
- rivière le Coney,
- source et ruisseau de Grandrupt,
- ruisseau d'Hautmougey,

## Toponymie
Le nom de la localité est attesté sous les formes Haulmongey (1611) ; Haulmaisnil (1656) ; Haultmougé (1663) ; Haultmougey (1678).

Le premier élément est issu de l,adjectif de l,oil haut.

## Histoire
Au gré des cartes, on trouve l'orthographe de Haulmongey en 1611, Haultmougé en 1663.
Haumougey, comme Harsault, fait partie des terres de surséance. Lors de la conférence de Fontenoy-le-Château en 1612, il est décidé de prendre l'avis des populations avant de décider de leur appartenance à la Comté ou à la Lorraine. Enfin en 1614, il est décidé que Harsaut et Hautmougey seront du comté de Bourgogne.
C'est en 1856 que Hautmougey devient une commune indépendante. Auparavant, cet écart faisait partie  de la commune d'Harsault.
Le 1er janvier 2017 Hautmougey devient commune déléguée au sein de La Vôge-les-Bains (88029) (commune nouvelle).

## Politique et administration

### Budget et fiscalité 2014
En 2014, le budget de la commune était constitué ainsi :
- total des produits de fonctionnement : 94 000 €, soit 578 € par habitant ;
- total des charges de fonctionnement : 86 000 €, soit 528 € par habitant ;
- total des ressources d’investissement : 153 000 €, soit 941 € par habitant ;
- total des emplois d’investissement : 146 000 €, soit 894 € par habitant.
- endettement : 117 000 €, soit 716 € par habitant.

Avec les taux de fiscalité suivants :
- taxe d’habitation : 19,00 % ;
- taxe foncière sur les propriétés bâties : 15,00 % ;
- taxe foncière sur les propriétés non bâties : 21,35 % ;
- taxe additionnelle à la taxe foncière sur les propriétés non bâties : 0,00 % ;
- cotisation foncière des entreprises : 0,00 %.

### Liste des maires
| Période                                  | Période                  | Identité       | Étiquette | Qualité |
| ---------------------------------------- | ------------------------ | -------------- | --------- | ------- |
| Les données manquantes sont à compléter. |                          |                |           |         |
| mars 2020                                | En cours (au 18/04/2024) | Thierry Thomas |           |         |

## Population et société

### Démographie

#### Évolution démographique
L'évolution du nombre d'habitants est connue à travers les recensements de la population effectués dans la commune depuis 1793. À partir du 1er janvier 2009, les populations légales des communes sont publiées annuellement dans le cadre d'un recensement qui repose désormais sur une collecte d'information annuelle, concernant successivement tous les territoires communaux au cours d'une période de cinq ans. 
Pour les communes de moins de 10 000 habitants, une enquête de recensement portant sur toute la population est réalisée tous les cinq ans, les populations légales des années intermédiaires étant quant à elles estimées par interpolation ou extrapolation. Pour la commune, le premier recensement exhaustif entrant dans le cadre du nouveau dispositif a été réalisé en 2005,.
En 2014, la commune comptait 141 habitants, en évolution de −9,62 % par rapport à 2009 (Vosges : −1,74 %, France hors Mayotte : +2,49 %).
| 1793 | 1800 | 1806 | 1821 | 1831 | 1836 | 1841 | 1846 | 1856 |
| ---- | ---- | ---- | ---- | ---- | ---- | ---- | ---- | ---- |
| 346  | 354  | 400  | 457  | 475  | 469  | 501  | 535  | 525  |

| 1861 | 1866 | 1876 | 1881 | 1886 | 1891 | 1896 | 1901 | 1906 |
| ---- | ---- | ---- | ---- | ---- | ---- | ---- | ---- | ---- |
| 485  | 503  | 504  | 491  | 470  | 444  | 483  | 439  | 409  |

| 1911 | 1921 | 1926 | 1931 | 1936 | 1946 | 1954 | 1962 | 1968 |
| ---- | ---- | ---- | ---- | ---- | ---- | ---- | ---- | ---- |
| 404  | 350  | 308  | 287  | 290  | 271  | 223  | 229  | 188  |

| 1975 | 1982 | 1990 | 1999 | 2005 | 2010 | 2014 | - | - |
| ---- | ---- | ---- | ---- | ---- | ---- | ---- | - | - |
| 149  | 142  | 133  | 134  | 141  | 159  | 141  | - | - |

## Économie
- Commerces et services de proximité sur la commune de La Vôge-les-Bains commune nouvelle.

## Culture locale et patrimoine

### Lieux et monuments
- Église Saint-Luc[12].
- Monument aux morts[13].
- Fermes et maisons d'ouvrier[14]
- La halte fluviale sur le Canal des Vosges[15].

### Personnalités liées à la commune
- Abbé Constant Olivier (1862-1919), lauréat de l'Institut, historien vosgien et écrivain. Né à Fontenoy-le-Château, il est curé de Hautmougey de 1911 à 1919.

### Héraldique
Commune sans blason.